# Entephria flavicinctata
Entephria flavicinctata is een vlinder uit de familie van de spanners (Geometridae).
De spanwijdte van deze vlinder is 27 tot 39 millimeter. 
De soort gebruikt steenbreek en vetkruid als waardplanten. De rups overwintert vermoedelijk. De vliegtijd is van juni tot augustus, soms ook in mei.
De soort komt voor in de berggebieden van Europa en het Nabije Oosten, niet in Nederland en België.